# Phelsuma pasteuri
Phelsuma pasteuri es un pequeño reptil de la familia Gekkonidae. Como todos los miembros del género Phelsuma, esta especie es diurna. Esta especie, anteriormente subespecie de la especie Phelsuma v-nigra, se distribuye en las Comoras, concretamente presenta un endemismo en la isla de Mayotte. Habita en árboles y arbustos. Se alimenta típicamente de insectos y de néctar.

## Etimología
Esta especie fue nombrada en honor al herpetólogo francés Georges Pasteur.

## Descripción
Este reptil es uno de los lagartos diurnos más pequeños. Alcanza una longitud máxima de aproximadamente 11 cm. El color del cuerpo es de un verde brillante y la cola puede ser azul brillante. Posee una línea roja en forma de V en el hocico y una raya roja que une los dos ojos. En el espaldar a menudo se presentan pequeños puntos o manchas de un color rojo ladrillo. Típicamente también se presenta una mancha azul turquesa en el cuello, que puede ser segmentado por una pequeña raya dorsal roja. El alrededor de los ojos suele ser amarillento. Esta especie no tiene la típica marca en forma de V en la garganta que presentan otras especies. La parte ventral es de colores claros y amarillentos.

## Comportamiento
P. pasteuri es endémico de la isla de Mayotte, habitando árboles y arbustos comúnmente a lo largo de arroyos, alimentándose de gran variedad de insectos y otros invertebrados. También les gusta la fruta un tanto blanda, el polen y el néctar.

## Cuidados y cautiverio
Estos animales deberían ser mantenidos por parejas y necesitan un terrario de tamaño mediano. La temperatura por el día debe rondar entre los 28 y 30 °C, y por la noche entre 24 y 26 °C. La humedad no debe ser muy alta. Se debe incluir un período de más frío, invernal, de dos meses de duración durante el cual las temperaturas deben ser de 25 °C durante el día y 20 °C durante la noche. En cautiverio, estos animales pueden ser alimentados con grillos, moscas de la fruta, gusanos de la harina y moscas domésticas.